# Zamach w metrze w Moskwie (2004)
Zamachy w metrze w Moskwie – ataki terrorystyczne z dnia 6 lutego 2004 roku, przeprowadzone w pobliżu stacji Awtozawodzkiej linii Zamoskworieckiej moskiewskiego metra. W wyniku eksplozji bomby, która została zdetonowana przez jednego zamachowca samobójcę, zginęło 41 osób, natomiast ponad 100 zostało rannych. Eksplozja nastąpiła około godz. 8:32 czasu moskiewskiego (6:32 czasu polskiego), gdy pociąg poruszał się w kierunku północnym, w stronę stacji Pawieleckiej w centrum miasta.
Ówczesny prezydent Rosji Władimir Putin oskarżył o ataki na metro w Moskwie separatystów czeczeńskich, jednak sami przywódcy czeczeńskich rebeliantów zdementowali jakiekolwiek powiązania z zamachem. Do zamachu przyznała się inna, nieznana dotychczas organizacja czeczeńska o nazwie Gazoton Murdasz. Zamach został przeprowadzony przez 20-letniego mężczyznę Anzora Iżajewa wywodzącego się etnicznie z ludów karaczajowskich zamieszkujących rejony Kaukazu Północnego.